# Café parisien (Saulieu)
Pour l’article homonyme, voir Café Parisien.
Le Café parisien est un café-restaurant-brasserie, spécialisé dans la cuisine traditionnelle régionale et les vins de Bourgogne et du Morvan, fondé en 1832 dans le centre de Saulieu,.
Classé parmi les « Cafés historiques et patrimoniaux de France et d'Europe » depuis 2008, il s'agit du plus ancien café de Bourgogne. Il a conservé sa façade et son décor intérieur d'origine.